# تارب (مشيز بردسير)
تارب (بالفارسية: نارپ) هي قرية تقع في إيران في البلدة المركزية. يقدر عدد سكانها بـ 768 نسمة بحسب إحصاء 2016.